# NGC 2008

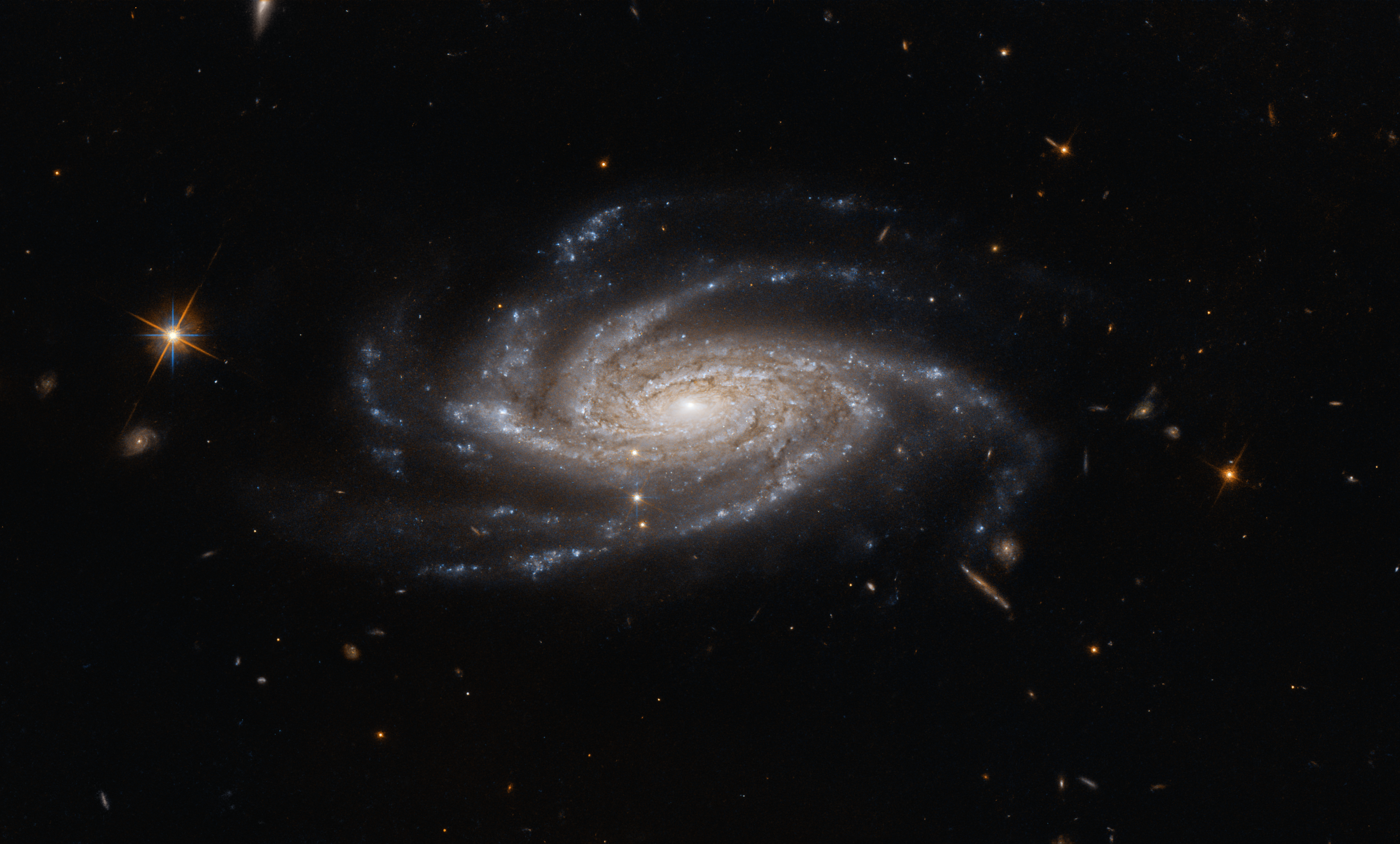
La galaxie spirale NGC 2008 par le télescope spatial Hubble.

NGC 2008 est une vaste et lointaine galaxie spirale située dans la constellation du Peintre. NGC 2008 a été découverte par l'astronome britannique John Herschel en 1834.

## Caractéristiques
Sa vitesse par rapport au fond diffus cosmologique est de 10 367 ± 11 km/s, ce qui correspond à une distance de Hubble de 153 ± 11 Mpc (∼499 millions d'al).
À ce jour, quatre mesures non basées sur le décalage vers le rouge (redshift) donnent une distance de 135,750 ± 10,521 Mpc (∼443 millions d'al), ce qui est à l'intérieur des valeurs de la distance de Hubble. Notons cependant que c'est avec la valeur moyenne des mesures indépendantes, lorsqu'elles existent, que la base de données NASA/IPAC calcule le diamètre d'une galaxie et qu'en conséquence le diamètre de NGC 2008 pourrait être d'environ 77,6 kpc (∼253 000 al) si on utilisait la distance de Hubble pour le calculer.
La classe de luminosité de NGC 2008 est III.

## Paire de galaxies
Selon Soares et ses collègues, NGC 2007 et NGC 2008 forment une paire de galaxies. Cependant, la distance de Hubble de NGC 2007 est de 67,57 ± 4,73 Mpc (∼220 millions d'al). Ces deux galaxies forment donc une paire purement optique.